# شصت و یکمین دوره جوایز بفتا
شصت و یکمین دورهٔ جوایز بفتا  در ۱۰ فوریه ۲۰۰۸ در لندن بریتانیا برگزار شد. که در آن فیلم تاوان توانست بهترین فیلم سال بریتانیا شود . این فیلم در ۱۴ رشته کاندیدای دریافت بفتا شده بود. برادران کوئن برای فیلم  جایی برای پیرمردها نیست برنده بهترین کارگردانی شدند. 

## نامزدی‌ها و جوایز
| بهترین فیلم | بهترین کارگردانی |
| --- | --- |

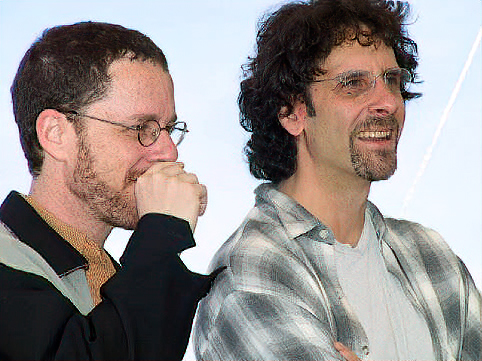
برادران کوئن، برنده بهترین کارگردانی

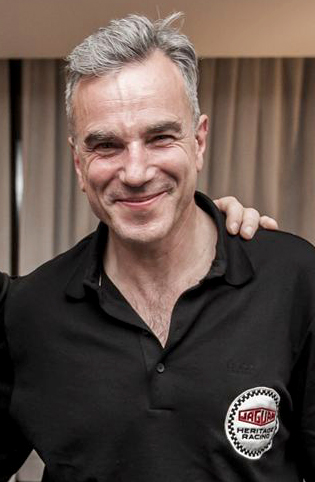
دانیل دی-لوئیس، برنده بهترین بازیگر نقش اول مرد

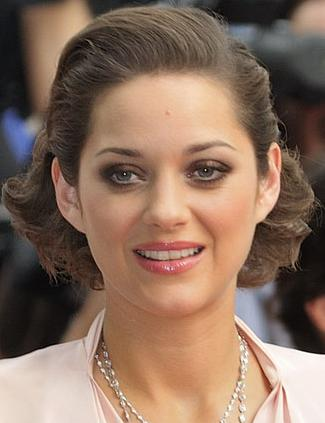
ماریون کوتیار، برنده بهترین بازیگر نقش اول زن

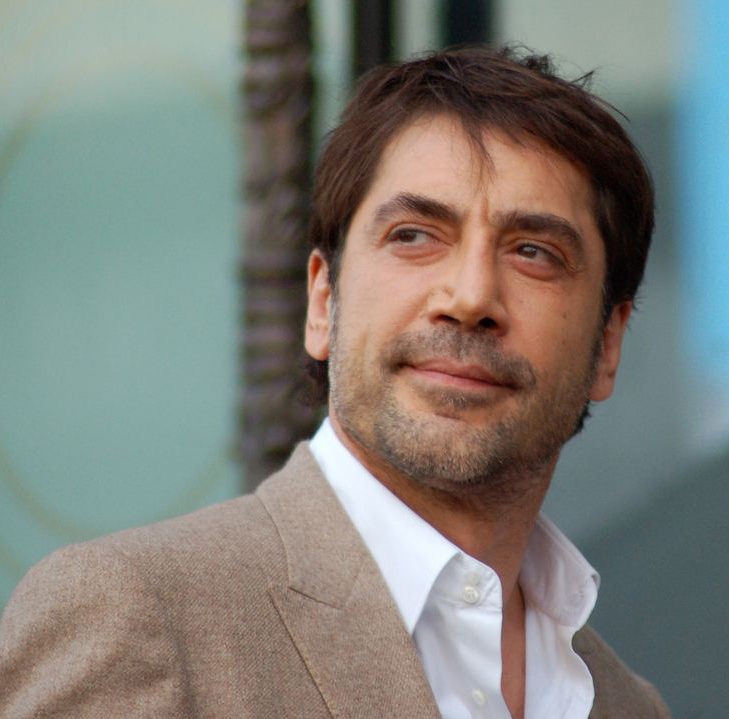
خاویر باردم، برنده بهترین بازیگر نقش مکمل مرد

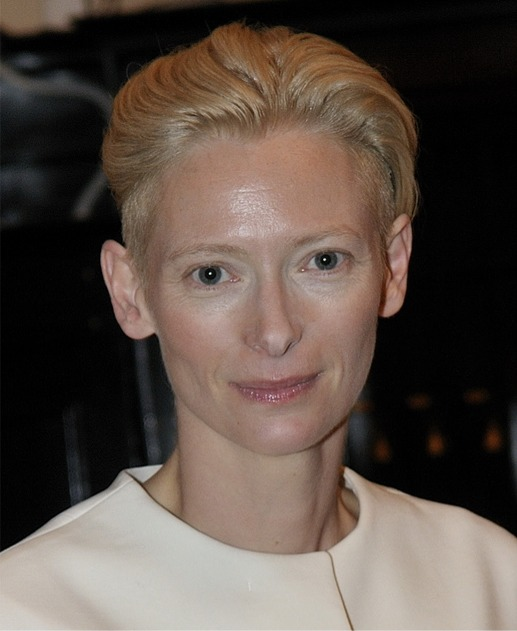
تیلدا سوئینتن، برنده بهترین بازیگر نقش مکمل زن

| کفاره - گانگستر آمریکایی - زندگی دیگران - جایی برای پیرمردها نیست - خون به پا خواهد شد                                                                                              | برادران کوئن - جایی برای پیرمردها نیست - پل توماس اندرسن - خون به پا خواهد شد - پل گرینگرس - اولتیماتوم بورن - فلوریان هنکل فون دونرسمارک - زندگی دیگران - جو رایت - کفاره |
| بهترین بازیگر نقش اول مرد | بهترین بازیگر نقش اول زن |
| دانیل دی-لوئیس - خون به پا خواهد شد - جرج کلونی - مایکل کلیتون - جیمز مک‌آووی - کفاره - ویگو مورتنسن - قول‌های شرقی - اولریش موهه - زندگی دیگران                                      | ماریون کوتیار - زندگی گلگون - کیت بلانشت - الیزابت: دوران طلایی - جولی کریستی - دور از او - کیرا نایتلی - کفاره - الن پیج - جونو                                           |
| بهترین بازیگر نقش مکمل مرد | بهترین بازیگر نقش مکمل زن |
| خاویر باردم - جایی برای پیرمردها نیست - پل دانو - خون به پا خواهد شد - تامی لی جونز - جایی برای پیرمردها نیست - فیلیپ سیمور هافمن - جنگ چارلی ویلسون - تام ویلکینسون - مایکل کلیتون | تیلدا سوئینتن - مایکل کلیتون - کیت بلانشت - من آنجا نیستم - کلی مکدونالد - جایی برای پیرمردها نیست - سامانتا مورتون - کنترل - سیرشا رونان - کفاره                          |
| فیلم‌نامه اوریجینال | فیلم‌نامه اقتباسی |
| جونو - دیابلو کودی - گانگستر آمریکایی - استیون زایلیان - زندگی دیگران - فلوریان هنکل فون دونرسمارک - مایکل کلیتون - تونی گیلروی - این انگلستان است - شین مدوز                       | لباس غواصی و پروانه - رونالد هاروود - کفاره - کریستوفر همپتون - بادبادک‌باز - دیوید بنیاف - جایی برای پیرمردها نیست - برادران کوئن - خون به پا خواهد شد - پل توماس اندرسن   |
| بهترین فیلمبرداری | طراحی لباس |
| جایی برای پیرمردها نیست - گانگستر آمریکایی - کفاره - اولتیماتوم بورن - خون به پا خواهد شد                                                                                           | زندگی گلگون - کفاره - الیزابت: دوران طلایی - شهوت، احتیاط - سوئینی تاد: آرایشگر شیطانی خیابان فلیت                                                                         |
| بهترین تدوین فیلم | بهترین گریم و آرایش مو |
| اولتیماتوم بورن - گانگستر آمریکایی - کفاره - مایکل کلیتون - جایی برای پیرمردها نیست - برادران کوئن                                                                                  | زندگی گلگون - کفاره - الیزابت: دوران طلایی - اسپری‌مو - سوئینی تاد: آرایشگر شیطانی خیابان فلیت                                                                              |
| بهترین طراحی تولید | بهترین صدا |
| کفاره - الیزابت: دوران طلایی - هری پاتر و محفل ققنوس - خون به پا خواهد شد - زندگی گلگون                                                                                             | اولتیماتوم بورن - کفاره - جایی برای پیرمردها نیست (فیلم) - خون به پا خواهد شد - زندگی گلگون                                                                                |
| بهترین جلوه‌های ویژه تصویری | بهترین موسیقی |
| قطب‌نمای طلایی - اولتیماتوم بورن - هری پاتر و محفل ققنوس - دزدان دریایی کارائیب: پایان جهان - مرد عنکبوتی ۳                                                                          | زندگی گلگون - گانگستر آمریکایی - کفاره - بادبادک‌باز - خون به پا خواهد شد                                                                                                   |
| بهترین فیلم خارجی | بهترین فیلم بریتانیا |
| زندگی دیگران - لباس غواصی و پروانه - بادبادک‌باز - زندگی گلگون - شهوت، احتیاط | این انگلستان است - کفاره - اولتیماتوم بورن - کنترل - قول‌های شرقی |

## بیشترین جوایز
- 4 / 7 زندگی گلگون
- ۳ / ۹ جایی برای پیرمردها نیست
- ۲ / ۱۴ کفاره
- ۲ / ۶ اولتیماتوم بورن
- ۱ / ۹ خون به پا خواهد شد
- ۱ / ۴ مایکل کلیتون
- ۱ / ۴ زندگی دیگران
- ۱ / ۳ کنترل
- ۱ / ۲ لباس غواصی و پروانه
- ۱ / ۲ جونو
- ۱ / ۲ این انگلستان است
- ۱ / ۱ قطب‌نمای طلایی
- ۱ / ۱ راتاتویی